# ماثيوس لييتي ناسيمينثو
ماثيوس لييتي ناسيمينثو (بالبرتغالية: Matheus Leite Nascimento‏) (15 يناير 1983 البرازيل - ) هو لاعب كرة قدم برازيلي، يلعب كمهاجم.

## وصلات خارجية
ماثيوس لييتي ناسيمينثو على موقع الاتحاد الأوربي (الإنجليزية)
- ماثيوس لييتي ناسيمينثو على موقع اتحاد أوكرانيا (الإنجليزية)
- ماثيوس لييتي ناسيمينثو على موقع قاعدة بيانات كرة القدم.إي يو (الإنجليزية)
- ماثيوس لييتي ناسيمينثو على موقع Soccerway.com (الإنجليزية)
- ماثيوس لييتي ناسيمينثو على موقع عالم كرة القدم.نت (الإنجليزية)
- ماثيوس لييتي ناسيمينثو على موقع AS.com (الإسبانية)